# Blonde (película de 2001)
Blonde es una película estadounidense para televisión de 2001 que narra la vida de Marilyn Monroe, con la actriz australiana Poppy Montgomery en el papel principal.

## Trama
Una biografía ficticia de Marilyn Monroe mezclada con una serie de eventos reales en su vida. Con atisbos de sus años de infancia, su matrimonio en la adolescencia con su primer esposo James Dougherty, reunión con el fotógrafo Otto Ose, su carrera con 20th Century Fox, la relación con su madre, los padres adoptivos, vida derrochadora con Chaplin Jr (Cass), Edward G. Robinson Jr (Eddie G), y su matrimonio con el jugador de béisbol Joe DiMaggio y el dramaturgo Arthur Miller.

## Elenco
- Poppy Montgomery como Norma Jeane Baker/Marilyn Monroe.
- Patricia Richardson como Gladys Baker.
- Patrick Dempsey como Cass.
- Wallace Shawn como I.E. Shinn
- Titus Welliver como el jugador de béisbol - Joe DiMaggio.
- Griffin Dunne como el dramaturgo - Arthur Miller.
- Eric Bogosian como Otto Ose.
- Niklaus Lange as Bucky Glazer - James Dougherty.
- Skye McCole Bartusiak como la Joven Norma Jeane.
- Jensen Ackles como Eddie G.
- Richard Roxburgh como Mr. R
- Ann-Margret como Della Monroe.
- Kirstie Alley as Elsie - Grace Goddard.
- Emily Browning as Fleece.
- Matthew O'Sullivan como Lee Strasberg.
- Andrew Clarke como Laurence Olivier.
- Bruce Hughes como Clark Gable.
- Renee Henderson como Jane Russell.